# Придорожний пам'ятник
Придорожній пам'ятник — неофіційний меморіал, що позначає місце нещасного випадку чи насильницької смерті.
Встановлення пам'ятних знаків на місці смерті людини набуло широкого поширення у світі наприкінці XX століття і пов'язане зі збільшенням кількості автомобілів на дорогах. Проте сама традиція такого позначення зовсім не нова.
У багатьох культурах трагічна дочасна смерть вважалася особливою. Незалежно від причини смерті, місце де вона сталася, позначалося насипом або купкою каміння, гілками, чи чимось подібним. При відсутності каміння могли нав'язувати мотузки на найближчий кущ тернини.
У християнських країнах, людину, яка померла через нещасний випадок, ховали на узбіччі на місці смерті. На цьому місці ставили хрест, інакше душа загиблого не буде мати спокою, доки подібне не станеться на цьому ж місці. Традиція позначати місце наглої смерті перебралася із європейськими колонізаторами до Нового Світу. Сучасні придорожні меморіали у США дуже подібні до мексиканських «дескансос» (ісп. descansos — місця відпочинку), які відомі ще з XVI ст. як місця, де, похоронна процесія на шляху до цвинтаря, зупинялася для перепочинку та ставила труну на землю.
У Європі активна меморіалізація жертв автокатастроф почалася у 1960-х, у Північній Америці на початку 1980-х. Згодом традиція встановлювати придорожні пам’ятники поширилася в багатьох країнах, зокрема в Австралії, Новій Зеландії, Південній Америці. Практика позначення місць дорожніх смертей хрестом або капличкою стала популярною на початку 1990-х в Арабських Еміратах і Йорданії. В Ірані споруджують позначки про дорожні аварії і прикріплюють до них фото жертви.
Дизайн придорожніх пам'ятників залежить від певної культури, але їх форма є дуже подібною в різних країнах: простий чи декорований хрест, монумент, меморіал, капличка, квіти із портретом жертви та/чи таблички з написом, іменами, датами.
У всіх меморіалах можна виділити певні ключові елементи та деякі суто декоративні. Дизайн і декорації залежить від етнічних або релігійні особливостей тих, хто їх споруджує (так у Греції монументи ставлять у вигляді вишуканих капличок і вони слугують місцями паломництва, до них прикріплюють ікону разом із лампадкою, яка символізує душу загиблого). Останнім часом на пам'ятниках все частіше появляться елементи культури модернізму та модернізації - частини розбитого автомобіля, використовуються емблеми і символів, що вказують на приналежність загиблого до певної групи, а також фотографії загиблих.
Проведені дослідження[ким?] показали, що придорожні пам'ятники не загрожують безпеці водіїв, але і не сприяють безпеці руху. Законодавче регулювання встановлення цих монументів дуже різноманітне у різних країнах, їх адміністративних одиницях. В одних країнах існує повна заборонах на їх встановлення, в інших не рекомендується, але і не забороняється. У деяких країнах право на їх встановлення мають тільки певні організації. Деякі закони обмежують термін їх встановлення.
Питання правомірності розміщення ритуальних знаків та їх демонтажу періодично піднімається під час реконструкцій дорожнього полотна. Релігійного чи духовного значення такі пам’ятки при дорогах не несуть. Церквою хрести при дорогах не освячуються і є лише побутовою традицією.